# Ляшок Олександр Іванович
Олекса́ндр Іва́нович Ляшо́к (6 березня 1995 — 19 червня 2019) — старший матрос Збройних сил України, учасник російсько-української війни.

## Життєпис
Народився 1995 року в селі Михайлівка (Олександрійський район, Кіровоградська область); проживав у смт Лісове, займався атлетикою. 2013 року закінчив школу та одразу вступив на військову службу за контрактом (в/ч А0981 — 4-й арсенал боєприпасів).
2 квітня 2019 року підписав контракт у морській піхоті; старший матрос, навідник 1-го відділення морської піхоти 1-го взводу 2-ї роти 137-го батальйону.
Уночі 19 червня 2019-го загинув від смертельного кульового поранення під час обстрілу, який вели терористи з гранатометів (АГС і РПГ) поблизу позицій ЗСУ між селами Миколаївка та Новотроїцьке (Волноваський район).
Похований у Михайлівці.
Без Олександра лишились мама, два брати і син.

## Нагороди та вшанування
- Указом Президента України № 804/2019 від 5 листопада 2019 року за «особисту мужність і самовідданість, виявлені під час бойових дій, зразкове виконання військового обов'язку» нагороджений орденом «За мужність» III ступеня (посмертно)[2].